# Kostel Notre-Dame-du-Bon-Conseil
Kostel Notre-Dame-du-Bon-Conseil (doslovně Panny Marie Dobrého Rádce) je katolický farní kostel v 18. obvodu v Paříži, v ulici Rue de Clignancourt. Kostel zasvěcený Panně Marii spravuje kongregace sv. Vincenta z Pauly.

## Historie
Výstavba proběhla v roce 1898 jako kaple kongregace sv. Vincenta z Pauly. Dne 11. prosince 1948 pařížský arcibiskup Emmanuel Suhard povýšil kapli na farní kostel.